# Maria Michel
Maria Michel geborene Heitz (* 12. Januar 1826 in Kleeburg; † 16. Februar 1915 in Rappoltsweiler) war eine deutsche Schriftstellerin, die auch unter dem Pseudonym Maria Rebe publizierte.

## Leben
Maria Michel war die Tochter eines Pfarrers. Sie besuchte das Lehrerinnenseminar in Straßburg, leitete 1848–1849 eine Kinderbewahranstalt und wurde dann Hilfslehrerin an der Normalschule in Straßburg. Sie heiratete 1850 den Pfarrer Michel in Rappoltsweiler und zog nach dessen Tode 1890 nach Hagenau. Sie schrieb Bücher zur Haushaltskunde und elsässische Erzählungen. 1887 bis 1896 gab sie Vogesengrün, einen elsässischen Heimatkalender, heraus.

## Werke
- Im Wein ertrinken mehr als im Wasser. 5 Erzählungen von Maria Rebe. Schmidt, Straßburg 1867.
- Erzählungen fürs Volk. Von Maria Rebe. Döhner, Zwickau 1868.
- Am Eichstein. Eine Erzählung aus dem Aargau von Maria Rebe. Steinkopf, Stuttgart 1873. (Digitalisat)
- Andreas König. Eine Geschichte aus dem Elsass. Steinkopf, Stuttgart 1875.
- Die Schule kann helfen, die Schule muss helfen. Fischbach, Straßburg 1875. (Digitalisat)
- Herrschen und dienen. Eine alte Lösung zu einer immer neuen Frage. Preisschrift. Freiersleben, Straßburg 1879.
- Silber-Adel. In dritter Classe. Erzählungen aus dem Elsass. Steinkopf, Stuttgart 1880.
- Ein Brand aus dem Feuer. Erzählung. 1881.[1]
- Die Haushaltungskunde in der Dorfschule und ihre Stellung zu dem Unterricht in den weiblichen Handarbeiten, nebst einem Anhang speziell für die Küche der Lehrerin. Perthes, Gotha 1882. (Digitalisat)
- Unter einem Dach. Reiff, Karlsruhe 1883.[2]
- Goldene Hauben. Federzeichnungen aus dem Elsass. Perthes, Gotha 1884.
- Aschenbrödel. Kurze Anleitung zum Kochen für einzelne in der Zeit beschränkte Leute. Reiff, Karlsruhe 1884.
- Schwarzbrot. Elsässer Erzählungen für Kinder. 2 Bände. Perthes, Gotha 1886.
- Am Strengbach. Erzählung. Reiff, Karlsruhe 1886.
- Am Herd. Mit einer Einschaltung: „Über Kinderpflege“ von Dr. Biedert. Perthes, Gotha 1886.
- Elsässisches Zuckerdings für kleine Schnäbelchen. Perthes, Gotha 1886.
- Berg auf und ab. Erzählung. Heitz, Straßburg 1887.
- Ist’s wahr? Märchen. Perthes, Gotha 1888.
- Der Dreistein. Erzählung. Heitz, Straßburg 1888.
- Wer der Sünde den Sonntag gibt, dem nimmt sie die Woche. Erzählung. Heitz, Straßburg 1888.[3]
- Wenn der liebe Gott nicht bei der Erziehung hilft, dem hilft ein anderer. Erzählunsg. Heitz, Straßburg 1888.[4]
- Wer den lieben Gott nicht zur Hochzeit einladet, bekommt einen bösen Gast. Erzählung. Heitz, Straßburg 1888.[5]
- Guter Rat für Hausfrauen. Perthes, Gotha 1889.
- Wer der Sünde den Sonntag giebt, dem nimmt sie die Woche. Heitz, Straßburg 1890.[6]
- Johann Heinrich Oberlin, Pfarrer im Steintal. Sein Leben und Wirken, Steinkopf, Stuttgart 1892. (Digitalisat)
- Fallend’ Laub. Erzählung. Heitz, Straßburg 1901.
- Wie Pastor von Bodelschwingh den Peter aus dem Elsaß unter seinen Schirm nahm. Eine Erzählung. Anstalt Bethel, Bethel 1906.
- Am richtigen Heilquell. Preisschrift. Heitz, Straßburg 1909.